# Walden (Vermont)
Walden ist eine Town im Caledonia County des Bundesstaates Vermont in den Vereinigten Staaten mit 956 Einwohnern (laut Volkszählung des Jahres 2020).

## Geografie

### Geografische Lage
Walden liegt im Westen des Caledonia Countys, in den Green Mountains. Mehrere kleine Bäche entwässern das Gebiet der Town, von denen der größte der Joes Brook ist. Er fließt in südlicher Richtung und mündet im Joes Pond. Es gibt mehrere kleine Seen auf dem Gebiet der Town, der größte ist der Coles Pond. Die Oberfläche der Town ist eher hügelig, die höchste Erhebung ist der 774 m hohe Round Mountain.

### Nachbargemeinden
Alle Entfernungen sind als Luftlinien zwischen den offiziellen Koordinaten der Orte aus der Volkszählung 2010 angegeben.
- Norden: Stannard, 5,6 km
- Osten: Danville, 11,3 km
- Süden: Cabot, 7,2 km
- Südwesten: Woodbury, 20,3 km
- Westen: Hardwick, 14,2 km
- Nordwesten: Greensboro, 8,2 km

### Klima
Die mittlere Durchschnittstemperatur in Walden liegt zwischen −9,44 °C (15 °Fahrenheit) im Januar und 20,0 °C (68 °Fahrenheit) im Juli. Damit ist der Ort gegenüber dem langjährigen Mittel der USA um etwa 9 Grad kühler. Die Schneefälle zwischen Mitte Oktober und Mitte Mai liegen mit mehr als zwei Metern etwa doppelt so hoch wie die mittlere Schneehöhe in den USA. Die tägliche Sonnenscheindauer liegt am unteren Rand des Wertespektrums der USA, zwischen September und Mitte Dezember sogar deutlich darunter.

## Geschichte
Der Grant für Walden wurde am 6. November 1780 ausgerufen und am 18. August 1781 an Moses Robinson und weitere vergeben. Im Januar 1789 zog Nathaniel Perkins mit seiner Familie nach Walden, und drei Jahre lang waren sie die einzigen Bewohner der Town. Die Town organisierte sich am 24. März 1794. Die Besiedlung der Town startete an der Bayley–Hazen Military Road, an der sich bereits ein Blockhaus aus der Zeit des Amerikanischen Unabhängigkeitskriegs befand.
Vermutlich stammt der Name Walden von Major Walden, der im Winter 1779–1780 ein Blockhaus an der Bayley Hazen Military Road hatte errichten lassen, um die Männer zu schützen, die an dem Bau der Straße arbeiteten. Das Blockhaus befindet sich noch heute an der Stelle. Einige Historiker sind der Meinung, dass die Town nach einem anderen Walden in Neuengland benannt wurde. Ein Hinweis auf die Namensgebung findet sich im Grant von Salem, heute ist das Gebiet zwischen Derby und Newport aufgeteilt. Hier wird ein Joseph Waldren erwähnt, möglich wäre auch der Name Walden.
Der Bahnhof Walden lag an der Bahnstrecke Lunenburg–Maquam.

### Einwohnerentwicklung
| Volkszählungsergebnisse – Town of Walden | Volkszählungsergebnisse – Town of Walden | Volkszählungsergebnisse – Town of Walden | Volkszählungsergebnisse – Town of Walden | Volkszählungsergebnisse – Town of Walden | Volkszählungsergebnisse – Town of Walden | Volkszählungsergebnisse – Town of Walden | Volkszählungsergebnisse – Town of Walden | Volkszählungsergebnisse – Town of Walden | Volkszählungsergebnisse – Town of Walden | Volkszählungsergebnisse – Town of Walden |
| Jahr                                     | 1700                                     | 1710                                     | 1720                                     | 1730                                     | 1740                                     | 1750                                     | 1760                                     | 1770                                     | 1780                                     | 1790                                     |
| ---------------------------------------- | ---------------------------------------- | ---------------------------------------- | ---------------------------------------- | ---------------------------------------- | ---------------------------------------- | ---------------------------------------- | ---------------------------------------- | ---------------------------------------- | ---------------------------------------- | ---------------------------------------- |
| Einwohner                                |                                          |                                          |                                          |                                          |                                          |                                          |                                          |                                          |                                          | 11                                       |
| Jahr                                     | 1800                                     | 1810                                     | 1820                                     | 1830                                     | 1840                                     | 1850                                     | 1860                                     | 1870                                     | 1880                                     | 1890                                     |
| Einwohner                                | 153                                      | 455                                      | 580                                      | 827                                      | 913                                      | 910                                      | 1099                                     | 992                                      | 931                                      | 810                                      |
| Jahr                                     | 1900                                     | 1910                                     | 1920                                     | 1930                                     | 1940                                     | 1950                                     | 1960                                     | 1970                                     | 1980                                     | 1990                                     |
| Einwohner                                | 764                                      | 739                                      | 674                                      | 664                                      | 547                                      | 481                                      | 427                                      | 442                                      | 575                                      | 703                                      |
| Jahr                                     | 2000                                     | 2010                                     | 2020                                     | 2030                                     | 2040                                     | 2050                                     | 2060                                     | 2070                                     | 2080                                     | 2090                                     |
| Einwohner                                | 782                                      | 935                                      | 956                                      |                                          |                                          |                                          |                                          |                                          |                                          |                                          |

## Wirtschaft und Infrastruktur

### Verkehr
Durch Walden verläuft in westöstlicher Richtung von Hartwick nach Danville die Vermont State Rout 15. Von ihr zweigt in südlicher Richtung die Vermont State Route 215 nach Cabot ab.

### Öffentliche Einrichtungen
Es gibt in Walden kein Krankenhaus. Das nächstgelegene ist das Northeastern Vermont Regional Hospital in St. Johnsbury.

### Bildung
Walden gehört mit Barnet, Danville, Peacham und Waterford zur Caledonia Central Supervisory Union. In Walden befindet sich die Walden School. Sie bietet Klassen von Kindergarten bis zum achten Schuljahr.
In Walden befindet sich die Walden Community Library.

## Persönlichkeiten

### Söhne und Töchter der Stadt
- Charles J. Bell (1845–1909), Politiker, Gouverneur von Vermont